# Академічне веслування на літніх Олімпійських іграх 2012 — парні двійки, легка вага (чоловіки)
Змагання з академічного веслування серед парних двійок у чоловіків на Олімпійських іграх 2012 проходили з 29 липня до 4 серпня.
У змаганнях брали участь 20 екіпажів з різних країн.

## Медалісти
| Золото                                         | Срібло                                       | Бронза                                     |
| Данія (DEN) Расмус Квіст Гансен Мадс Расмуссен | Велика Британія (GBR) Марк Гантер Зек Перчес | Нова Зеландія (NZL) Пітер Тейлор Сторм Уру |

## Розклад змагань
Усі запливи розпочинались за британським літнім часом
| Дата                     | Час   | Раунд             |
| ------------------------ | ----- | ----------------- |
| Неділя, 29 липня, 2012   | 11:10 | Відбірковий раунд |
| Вівторок, 31 липня, 2012 | 10:30 | Втішні заїзди     |
| Середа, 1 серпня, 2012   | 09:50 | Півфінали C/D     |
| Четвер, 2 серпня, 2012   | 10:50 | Півфінали         |
| Субота, 4 серпня, 2012   | 10:20 | Фінали            |

## Змагання

### Відбірковий раунд
Перші два спортсмени з кожного заїзду безпосередньо проходять до півфіналу змагань. Всі інші спортсмени потрапляють у втішні заїзди.
| Місце | Спортсмен                    | Країна     | Час     | Примітки      |
| ----- | ---------------------------- | ---------- | ------- | ------------- |
| 1     | П'єтро Рута Елія Луїні       | Італія     | 6:35.72 | Півфінали A/B |
| 2     | Педру Фрага Нуну Мендеш      | Португалія | 6:37.91 | Півфінали A/B |
| 3     | Дуглас Вандор Морган Джервіс | Канада     | 6:42.59 | Втішні заїзди |
| 4     | Сандіп Кумар Манджит Сінгх   | Індія      | 6:56.60 | Втішні заїзди |
| 5     | Мухаммед Нофель Омар Еміра   | Єгипет     | 6:59.57 | Втішні заїзди |

| Місце | Спортсмен                     | Країна          | Час     | Примітки      |
| ----- | ----------------------------- | --------------- | ------- | ------------- |
| 1     | Марк Гантер Зек Перчес        | Велика Британія | 6:36.29 | Півфінали A/B |
| 2     | Пітер Тейлор Сторм Уру        | Нова Зеландія   | 6:37.02 | Півфінали A/B |
| 3     | Родерік Чізхольм Томас Гібсон | Австралія       | 6:47.33 | Втішні заїзди |
| 4     | Чжан Фанбін Сун Цзьє          | КНР             | 6:57.67 | Втішні заїзди |
| 5     | Маріо Кехас Мігель Майоль     | Аргентина       | 7:01.76 | Втішні заїзди |

| Місце | Спортсмен                                  | Країна   | Час     | Примітки      |
| ----- | ------------------------------------------ | -------- | ------- | ------------- |
| 1     | Расмус Квіст Гансен Мадс Расмуссен         | Данія    | 6:33.11 | Півфінали A/B |
| 2     | Крістоффер Брун Аре Страндлі               | Норвегія | 6:34.00 | Півфінали A/B |
| 3     | Мануель Суарес Барріос Юніор Перес Агілера | Куба     | 6:36.31 | Втішні заїзди |
| 4     | Жолт Хірлінг Тамаш Варга                   | Угорщина | 6:36.90 | Втішні заїзди |
| 5     | Елефтеріос Консолас Панайотіс Магданіс     | Греція   | 6:42.13 | Втішні заїзди |

| Місце | Спортсмен                          | Країна    | Час     | Примітки      |
| ----- | ---------------------------------- | --------- | ------- | ------------- |
| 1     | Стані Делер Жеремі Азу             | Франція   | 6:40.89 | Півфінали A/B |
| 2     | Лінус Ліхтшлаг Ларс Хартіг         | Німеччина | 6:49.44 | Півфінали A/B |
| 3     | Кадзусіге Ура Дайсаку Такеда       | Японія    | 6:54.01 | Втішні заїзди |
| 4     | Родольфо Кольясо Еміліано Думестре | Уругвай   | 6:58.63 | Втішні заїзди |
| 5     | Лен Чунь Шек Лок Кван Хой          | Гонконг   | 6:59.52 | Втішні заїзди |

### Втішні заїзди
У півфінал проходить два екіпажі.
| Місце | Спортсмен                              | Країна    | Час     | Примітки      |
| ----- | -------------------------------------- | --------- | ------- | ------------- |
| 1     | Елефтеріос Консолас Панайотіс Магданіс | Греція    | 6:31.13 | Півфінали A/B |
| 2     | Жолт Хірлінг Тамаш Варга               | Угорщина  | 6:32.31 | Півфінали A/B |
| 3     | Родерік Чізхольм Томас Гібсон          | Австралія | 6:34.29 | Півфінали C/D |
| 4     | Дуглас Вандор Морган Джервіс           | Канада    | 6:36.03 | Півфінали C/D |
| 5     | Родольфо Кольясо Еміліано Думестре     | Уругвай   | 6:51.67 | Півфінали C/D |
| 6     | Мухаммед Нофель Омар Еміра             | Єгипет    | 6:57.06 | Півфінали C/D |

| Місце | Спортсмен                                  | Країна    | Час     | Примітки      |
| ----- | ------------------------------------------ | --------- | ------- | ------------- |
| 1     | Мануель Суарес Барріос Юніор Перес Агілера | Куба      | 6:37.04 | Півфінали A/B |
| 2     | Кадзусіге Ура Дайсаку Такеда               | Японія    | 6:39.81 | Півфінали A/B |
| 3     | Чжан Фанбін Сун Цзьє                       | КНР       | 6:40.12 | Півфінали C/D |
| 4     | Лен Чунь Шек Лок Кван Хой                  | Гонконг   | 6:47.04 | Півфінали C/D |
| 5     | Маріо Кехас Мігель Майоль                  | Аргентина | 6:48.21 | Півфінали C/D |
| 6     | Сандіп Кумар Манджит Сінгх                 | Індія     | 6:54.20 | Півфінали C/D |

### Півфінали

#### Півфінали C/D
Перші три спортсмени з кожного заїзду проходять у фінал C, інші потрапляють у фінал D.
| Місце | Спортсмен                     | Країна    | Час     | Примітки |
| ----- | ----------------------------- | --------- | ------- | -------- |
| 1     | Родерік Чізхольм Томас Гібсон | Австралія | 7:06.24 | Фінал C  |
| 2     | Маріо Кехас Мігель Майоль     | Аргентина | 7:06.24 | Фінал C  |
| 3     | Лен Чунь Шек Лок Кван Хой     | Гонконг   | 7:13.67 | Фінал C  |
| 4     | Мухаммед Нофель Омар Еміра    | Єгипет    | 7:19.29 | Фінал D  |

| Місце | Спортсмен                          | Країна  | Час     | Примітки |
| ----- | ---------------------------------- | ------- | ------- | -------- |
| 1     | Дуглас Вандор Морган Джервіс       | Канада  | 7:02.85 | Фінал C  |
| 2     | Чжан Фанбін Сун Цзьє               | КНР     | 7:09.39 | Фінал C  |
| 3     | Родольфо Кольясо Еміліано Думестре | Уругвай | 7:11.20 | Фінал C  |
| 4     | Сандіп Кумар Манджит Сінгх         | Індія   | 7:19.31 | Фінал D  |

#### Півфінали A/B
Перші три спортсмени з кожного заїзду проходять у фінал A, інші потрапляють у фінал B.
| Місце | Спортсмен                              | Країна        | Час     | Примітки |
| ----- | -------------------------------------- | ------------- | ------- | -------- |
| 1     | Расмус Квіст Гансен Мадс Расмуссен     | Данія         | 6:33.25 | Фінал A  |
| 2     | Пітер Тейлор Сторм Уру                 | Нова Зеландія | 6:36.71 | Фінал A  |
| 3     | Лінус Ліхтшлаг Ларс Хартіг             | Німеччина     | 6:37.44 | Фінал A  |
| 4     | Елефтеріос Консолас Панайотіс Магданіс | Греція        | 6:40.89 | Фінал B  |
| 5     | П'єтро Рута Елія Луїні                 | Італія        | 6:41.17 | Фінал B  |
| 6     | Кадзусіге Ура Дайсаку Такеда           | Японія        | 6:48.61 | Фінал B  |

| Місце | Спортсмен                                  | Країна          | Час     | Примітки |
| ----- | ------------------------------------------ | --------------- | ------- | -------- |
| 1     | Марк Гантер Зек Перчес                     | Велика Британія | 6:36.62 | Фінал A  |
| 2     | Стані Делер Жеремі Азу                     | Франція         | 6:37.29 | Фінал A  |
| 3     | Педру Фрага Нуну Мендеш                    | Португалія      | 6:37.99 | Фінал A  |
| 4     | Крістоффер Брун Аре Страндлі               | Норвегія        | 6:39.59 | Фінал B  |
| 5     | Жолт Хірлінг Тамаш Варга                   | Угорщина        | 6:42.81 | Фінал B  |
| 6     | Мануель Суарес Барріос Юніор Перес Агілера | Куба            | 6:52.26 | Фінал B  |

### Фінали

#### Фінал D
| Місце | Спортсмен                  | Країна | Час     | Примітки |
| ----- | -------------------------- | ------ | ------- | -------- |
| 1     | Сандіп Кумар Манджит Сінгх | Індія  | 7:08.39 |          |
| 2     | Мухаммед Нофель Омар Еміра | Єгипет | 7:12.79 |          |

#### Фінал C
| Місце | Спортсмен                          | Країна    | Час     | Примітки |
| ----- | ---------------------------------- | --------- | ------- | -------- |
| 1     | Родерік Чізхольм Томас Гібсон      | Австралія | 6:44.40 |          |
| 2     | Дуглас Вандор Морган Джервіс       | Канада    | 6:46.62 |          |
| 3     | Чжан Фанбін Сун Цзьє               | КНР       | 6:49.39 |          |
| 4     | Родольфо Кольясо Еміліано Думестре | Уругвай   | 6:51.94 |          |
| 5     | Маріо Кехас Мігель Майоль          | Аргентина | 6:53.71 |          |
| 6     | Лен Чунь Шек Лок Кван Хой          | Гонконг   | 7:00.01 |          |

#### Фінал B
| Місце | Спортсмен                                  | Країна   | Час     | Примітки |
| ----- | ------------------------------------------ | -------- | ------- | -------- |
| 1     | П'єтро Рута Елія Луїні                     | Італія   | 6:29.92 |          |
| 2     | Елефтеріос Консолас Панайотіс Магданіс     | Греція   | 6:31.71 |          |
| 3     | Крістоффер Брун Аре Страндлі               | Норвегія | 6:32.82 |          |
| 4     | Мануель Суарес Барріос Юніор Перес Агілера | Куба     | 6:34.96 |          |
| 5     | Жолт Хірлінг Тамаш Варга                   | Угорщина | 6:39.98 |          |
| 6     | Кадзусіге Ура Дайсаку Такеда               | Японія   | 6:48.27 |          |

#### Фінал A
| Місце | Спортсмен                          | Країна          | Час     | Примітки |
| ----- | ---------------------------------- | --------------- | ------- | -------- |
| 1     | Расмус Квіст Гансен Мадс Расмуссен | Данія           | 6:37.17 |          |
| 2     | Марк Гантер Зек Перчес             | Велика Британія | 6:37.78 |          |
| 3     | Пітер Тейлор Сторм Уру             | Нова Зеландія   | 6:40.86 |          |
| 4     | Стані Делер Жеремі Азу             | Франція         | 6:42.69 |          |
| 5     | Педру Фрага Нуну Мендеш            | Португалія      | 6:44.80 |          |
| 6     | Лінус Ліхтшлаг Ларс Хартіг         | Німеччина       | 6:49.07 |          |